# Louis de Schiervel
Le baron Louis de Schiervel, né à Fouron-le-Comte au château d'Altembrouck le 10 février 1783 et mort au château de Rotem (Dilsen) le 4 novembre 1866, est un homme d'État belge, membre du Parti catholique.

## Biographie
Pierre Léonard (Louis) Marie de Schiervel, né à Fouron-le-Comte au château d'Altembrouck le 10 février 1783 , est sous l'Empire maire de la commune de Noorbeek. Sous le régime hollandais, il est bourgmestre d'Opoeteren et membre des États provinciaux. 
Lors de la révolution belge de 1830, il se rallie au gouvernement provisoire de la Belgique et vote la destitution du roi Guillaume Ier des Pays-Bas. Il vote ensuite en faveur de l'élection du prince Léopold comme roi de Belgique. 
En 1830, il est élu membre du Congrès national pour Ruremonde. Il siège ensuite au Sénat pour l'arrondissement de Ruremonde (1831-1843), puis pour l'arrondissement d'Hasselt (1843-1848). 
Il est nommé gouverneur de la province de Flandre-Orientale de 1837 à 1843.
Président du Sénat de 1838 à 1848, il quitte ses fonctions sénatoriales pour rester gouverneur de la province de Limbourg (1843-1857), à la suite du passage de la loi de 1848 régissant les incompatibilités entre toute fonction salariée de l’État et un mandat de parlementaire.
Il revint brièvement au Sénat en 1863 en remplacement de L.J. de Renesse-Breidbach, mais ne sollicita pas le renouvellement de son mandat.
Il a été reconnu dans la noblesse belge et élevé au titre de baron en 1842. Il avait épousé Marie-Anne Smeets d’Ommerstein le 14 juin 1813. Ils sont morts sans descendance.

## Distinctions
- Grand cordon de l'ordre de Léopold (en 1857).
- Croix de fer (Belgique).